# ロージー・ペレス
ロージー・ペレス（Rosie Pérez, 1964年9月6日 - ）は、アメリカ合衆国の女優、ダンサー、振付師、声優である。
映画『ドゥ・ザ・ライト・シング』（1989年）のティナ役と『ハード・プレイ』（1992年）でブレイクし、『フィアレス』（1993年）では、アカデミー賞助演女優賞にノミネートされるなど、高い評価を得ている。その後、『あなたに降る夢』（1994年）、『エル・ドラド 黄金の都』（2000年）、『スモーキング・ハイ』（2008年）、『ハーレイ・クインの華麗なる覚醒 BIRDS OF PREY』（2020年）などの映画に出演している。
テレビ番組では『In Living Color』（1990～1994年）でプライムタイム・エミー賞に3回ノミネートされ、『フライト・アテンダント』（2020年～）でもエミー賞にノミネートされている。
ブロードウェイでは『The Ritz』『月の光の中のフランキーとジョニー』『Fish in the Dark』といった舞台劇に出演している。また、ABCのトーク番組『The View』では、同シリーズの第18シーズンに共同司会を務めた。

## 来歴
1964年ニューヨーク・ブルックリンに生まれる。両親はプエルトリコの家系だった。ニューヨークの高校で学んだ後に、カリフォルニア州へ移ってロサンゼルス・シティー・カレッジへ進学した。
19歳の時、テレビ番組『ソウル・トレイン』でダンサーとしてのキャリアをスタートさせた。大学では生化学を専攻する予定だったが、ナイトクラブに行くことでストレスを発散していたという。『ソウル・トレイン』のスカウトがペレスに番組への出演を依頼した際、彼女はプロのダンサーではなかったが、あまりに気に入ったので大学を中退した。24歳のときにダンスクラブで踊っているところをスパイク・リーから見出され、リー自ら主演した『ドゥ・ザ・ライト・シング』で映画デビューを果たす。
その後、振付師として、ジャネット・ジャクソン、ボビー・ブラウン、ダイアナ・ロス、LL・クール・J、ザ・ボーイズのミュージックビデオの振り付けを担当した。FOXテレビのコメディ番組『In Living Color』で組成されたダンスグループ、フライガールズの振付師でもあり、番組プロデューサーも務めた。テレンス・マクナリーの舞台劇『月の光の中のフランキーとジョニー』でブロードウェイデビューを果たした。
1991年にジム・ジャームッシュ監督、ウィノナ・ライダー主演の『ナイト・オン・ザ・プラネット』へ出演し、1992年にウェズリー・スナイプス、ウディ・ハレルソンと共演した『ハード・プレイ』から知名度が上昇。1993年には、ジェフ・ブリッジス主演の『フィアレス』へ出演してアカデミー助演女優賞にもノミネートされた。その後も出演した作品ではプライムタイム・エミー賞やインディペンデント・スピリット賞 、ロサンゼルス映画批評家協会賞 助演女優賞などの権威ある賞へノミネートされており、現在は映画、テレビ、ブロードウェイやオフ・ブロードウェイ舞台などの幅広い分野で活躍している。また近年、アメリカのヒップホップグループの「Felt」がペレスに敬意を表して『Felt 3: A Tribute to Rosie Perez』というアルバムも発売した。

## 主な出演作品

### 映画
| 公開年 | 邦題 原題 | 役名                     | 備考                           |
| ------ | --- | ------------------------ | ------------------------------ |
| 1989   | ドゥ・ザ・ライト・シング Do the Right Thing                                                                       | ティナ                   |                                |
| 1990   | クリミナル・ジャスティス Criminal Justice                                                                         | デニス・ムーア           | テレビ映画                     |
| 1991   | ナイト・オン・ザ・プラネット Night on Earth                                                                       | アンジェラ               |                                |
| 1992   | ハード・プレイ White Men Can't Jump                                                                               | グロリア・クレメンテ     |                                |
| 1993   | 忘れられない人 Untamed Heart                                                                                      | シンディ                 |                                |
| 1993   | フィアレス Fearless                                                                                               | カーラ・ロドリゴ         | アカデミー助演女優賞ノミネート |
| 1994   | あなたに降る夢 It Could Happen to You                                                                             | ミュリエル・ラング       |                                |
| 1994   | サムバディ・トゥ・ラブ Somebody to Love                                                                           | メルセデス               |                                |
| 1997   | レスキュアーズ/ 二つの家族 SUBWAYStories: Tales from the Underground                                              | 謎の女                   | テレビ映画                     |
| 1997   | ペルディータ Perdita Durango                                                                                      | ペルディータ・デュランゴ |                                |
| 2000   | エル・ドラド 黄金の都 The Road to El Dorado                                                                       | チェルl                  | 声の出演                       |
| 2001   | ヒューマンネイチュア Human Nature                                                                                 | ルイーズ                 |                                |
| 2001   | サンキュー、ボーイズ Riding in Cars with Boys                                                                     | シャーリー・ペロ         |                                |
| 2005   | ブルース・イン・ニューヨーク Lackawanna Blues                                                                     | バーサ                   | テレビ映画                     |
| 2005   | それでも生きる子供たちへ All the Invisible Children                                                               | ルーシー                 |                                |
| 2007   | ハード・クライム The Take                                                                                         | マリーナ                 |                                |
| 2008   | スモーキング・ハイ Pineapple Express                                                                              | キャロル                 |                                |
| 2010   | 見えない真実 Lies in Plain Sight                                                                                  | マリソル                 | テレビ映画                     |
| 2010   | アザー・ガイズ 俺たち踊るハイパー刑事! The Other Guys                                                             |                          | カメオ出演                     |
| 2012   | スモール・アパートメント ワケアリ物件の隣人たち Small Apartments                                                  | ミズ・ベイカー           |                                |
| 2013   | 悪の法則 The Counselor                                                                                            | ルース                   |                                |
| 2015   | プエルトリカン・イン・パリ Puerto Ricans in Paris                                                                 | グロリア                 |                                |
| 2019   | デッド・ドント・ダイ The Dead Don't Die                                                                           | ポージー・フアレス       |                                |
| 2020   | マクマホン・ファイル The Last Thing He Wanted                                                                     | アルマ・ゲレロ           |                                |
| 2020   | ハーレイ・クインの華麗なる覚醒 BIRDS OF PREY Birds of Prey (and the Fantabulous Emancipation of One Harley Quinn) | レニー・モントーヤ       |                                |
| 2020   | Have a Good Trip: Adventures in Psychedelics                                                                      | 本人                     |                                |
| 2020   | Boss Bitch Fight Challenge                                                                                        | 本人                     | 短編ビデオ                     |
| 2020   | For NYC | -                        | 短編                           |
| 2021   | With/In: Volume 1                                                                                                 | ココ                     |                                |
| 2021   | でっかくなっちゃった赤い子犬 僕はクリフォード Clifford the Big Red Dog                                            | ルシール                 |                                |

### テレビシリーズ
| 放映年    | 邦題 原題                                                  | 役名                         | 備考                                |
| --------- | ---------------------------------------------------------- | ---------------------------- | ----------------------------------- |
| 1990      | 21ジャンプストリート 21 Jump Street                        | ロージー・マルティネス       | 1エピソード                         |
| 1990-1991 | WIOU                                                       | ルーシー・ヘルナンデス       | 3エピソード                         |
| 2004      | そりゃないぜ!? フレイジャー Frasier                        | リズベス                     | 1エピソード                         |
| 2008-2009 | リップスティック・ジャングル Lipstick Jungle               | ダリア・モラレス             | 6エピソード                         |
| 2009      | LAW & ORDER:性犯罪特捜班 Law & Order: Special Victims Unit | エヴァ・バンクス             | 1エピソード                         |
| 2012      | ナース・ジャッキー Nurse Jackie                            | ジュールズ                   | 1エピソード                         |
| 2016      | Search Party                                               | ロレイン・デ・コス           | 4エピソード                         |
| 2017      | Pure                                                       | フィービィー・オライリー     | 6エピソード                         |
| 2017      | Bounty Hunters                                             | ニーナ・モラレス             | 6エピソード                         |
| 2017–19   | アバローのプリンセス エレナ Elena of Avalor                | ドゥルセ（声の出演）         |                                     |
| 2018      | Rise                                                       | トレイシー・ウルフ           | 10エピソード                        |
| 2019      | High Maintenance                                           | アドリアナ                   | エピソード「Proxy」                 |
| 2019      | She's Gotta Have It                                        | ドナ・ルーシー・クリスティナ | エピソード「#OhJudoKnow?」          |
| 2020-現在 | フライト・アテンダント The Flight Attendant                | ミーガン・ブリスコー         | 16エピソード                        |
| 2021      | プリンセス・マヤと3人の戦士たち Maya and the Three         | シパクトリ（声の出演）       |                                     |
| 2022      | Human Resources                                            | ペトラ（声の出演）           |                                     |
| 2022      | Now & Then                                                 | フローラ・ネルダ             |                                     |
| 2022      | ビッグシティ・グリーン Big City Greens                     | トレス夫人                   | シーズン3 第7話「The Delivernator」 |
| 2023      | Your Honor/追い詰められた判事 Your Honor                   | オリヴィア・デルモント       |                                     |

### テレビアニメ
- Happily Ever After: Fairy Tales for Every Child (1995, 1997)
- Go, Diego! Go! (2005 - 2008)
- The Cleveland Show (2012 - 2013)